# 31 North 62 East
31 North 62 East è un film del 2009 diretto da Tristan Loraine.
È un thriller psicologico britannico con Heather Peace, Lee Godfrey e Aurélie Bargème. Racconta la storia del primo ministro britannico che dà il compito ad unità della Special Air Service (SAS) in Afghanistan di mettere in sicurezza un ingente quantitativo di sterline ma la sua situazione si complica mettendo la sua reputazione politica in pericolo.

## Produzione
Il film, diretto e prodotto da Tristan Loraine e da lui sceneggiato insieme al fratello Leofwine Loraine, fu prodotto da Fact Not Fiction Films e girato nel West Sussex e in Giordania dal 21 luglio al 27 settembre 2008 con un budget stimato in 3.100.000 dollari. Un titolo alternativo fu Too Close to the Truth.

## Distribuzione
Il film fu distribuito nel Regno Unito dal 18 settembre 2009 dalla DFT Enterprises con il titolo 31 North 62 East.
Alcune delle uscite internazionali sono state:
- in Francia il 16 maggio 2009 (Cannes Film Market)
- a Monaco il 7 maggio 2010 (Monaco Charity Film Festival)